# Copa Rio 2015
In 2015 werd de 20ste editie van de Copa Rio gespeeld voor voetbalclubs uit de Braziliaanse staat Rio de Janeiro. De competitie werd georganiseerd door de FERJ en werd gespeeld van 26 augustus tot 28 november. Resende werd kampioen. 
De winnaar kreeg het recht te kiezen om in 2017 deel te nemen aan de Copa do Brasil of de Série D, de vicekampioen nam dan aan de andere competitie deel. Resende koos voor de Copa do Brasil. 

## Eerste fase

### Groep A
| Plaats | Clu            | Wed. | W | G | V | Saldo | Ptn. |
| ------ | -------------- | ---- | - | - | - | ----- | ---- |
| 1.     | Gonçalense     | 8    | 5 | 2 | 1 | 17:5  | 17   |
| 2.     | Resende        | 8    | 4 | 2 | 2 | 10:6  | 14   |
| 3.     | Bangu          | 8    | 3 | 2 | 3 | 9:11  | 11   |
| 4.     | Friburguense   | 8    | 1 | 3 | 4 | 6:12  | 6    |
| 5.     | Angra dos Reis | 8    | 1 | 3 | 4 | 5:13  | 6    |

|  | Geplaatst voor tweede fase |

### Groep B
| Plaats | Clu           | Wed. | W | G | V | Saldo | Ptn. |
| ------ | ------------- | ---- | - | - | - | ----- | ---- |
| 1.     | Volta Redonda | 8    | 8 | 0 | 0 | 21:3  | 24   |
| 2.     | Audax Rio     | 8    | 4 | 1 | 3 | 9:7   | 13   |
| 3.     | Boavista      | 8    | 3 | 2 | 3 | 9:8   | 11   |
| 4.     | Barra Mansa   | 8    | 1 | 2 | 5 | 4:15  | 5    |
| 5.     | Duquecaxiense | 8    | 1 | 1 | 6 | 5:15  | 4    |

|  | Geplaatst voor tweede fase |

### Groep C
| Plaats | Clu           | Wed. | W | G | V | Saldo | Ptn. |
| ------ | ------------- | ---- | - | - | - | ----- | ---- |
| 1.     | Madureira     | 8    | 5 | 1 | 2 | 10:4  | 16   |
| 2.     | Macaé         | 8    | 5 | 1 | 2 | 14:9  | 16   |
| 3.     | America       | 8    | 5 | 0 | 3 | 14:11 | 15   |
| 4.     | Barcelona     | 8    | 3 | 1 | 4 | 9:11  | 10   |
| 5.     | Rio São Paulo | 8    | 0 | 1 | 7 | 9:21  | 1    |

|  | Geplaatst voor tweede fase |

### Groep D
| Plaats | Clu              | Wed. | W | G | V | Saldo | Ptn. |
| ------ | ---------------- | ---- | - | - | - | ----- | ---- |
| 1.     | Bonsucesso       | 8    | 4 | 4 | 0 | 8:3   | 16   |
| 2.     | Portuguesa       | 8    | 4 | 4 | 0 | 10:6  | 16   |
| 3.     | Nova Iguaçu      | 8    | 2 | 1 | 5 | 10:13 | 7    |
| 4.     | Cabofriense      | 8    | 1 | 4 | 3 | 7:9   | 7    |
| 5.     | Tigres do Brasil | 8    | 1 | 3 | 4 | 7:11  | 6    |

|  | Geplaatst voor tweede fase |

## Tweede fase

### Groep E
| Plaats | Clu        | Wed. | W | G | V | Saldo | Ptn. |
| ------ | ---------- | ---- | - | - | - | ----- | ---- |
| 1.     | Portuguesa | 3    | 1 | 2 | 0 | 4:3   | 5    |
| 2.     | Gonçalense | 3    | 1 | 2 | 0 | 3:2   | 5    |
| 3.     | Audax Rio  | 3    | 0 | 3 | 0 | 3:3   | 3    |
| 4.     | Madureira  | 3    | 0 | 1 | 2 | 2:4   | 1    |

|  | Geplaatst voor derde fase |

### Groep F
| Plaats | Clu           | Wed. | W | G | V | Saldo | Ptn. |
| ------ | ------------- | ---- | - | - | - | ----- | ---- |
| 1.     | Resende       | 3    | 1 | 2 | 0 | 5:3   | 5    |
| 2.     | Volta Redonda | 3    | 1 | 1 | 1 | 3:3   | 4    |
| 3.     | Macaé         | 3    | 1 | 1 | 1 | 3:3   | 4    |
| 4.     | Bonsucesso    | 3    | 1 | 0 | 2 | 4:6   | 3    |

|  | Geplaatst voor derde fase |

## Derde fase
|  | Halve finale  | Halve finale | Halve finale |   |            | Finale | Finale | Finale |
|  |               |              |              |   |            |        |        |        |
|  | Portuguesa    | 0            | 3            |   |            |        |        |        |
|  | Volta Redonda | 0            | 2            |   |            |        |        |        |
|  | Volta Redonda | 0            | 2            |   | Portuguesa | 0      | 2      |        |
|  |               |              |              |   | Portuguesa | 0      | 2      |        |
|  |               | Resende      | 0            | 5 |            |        |        |        |
|  | Resende       | Resende      | 0            | 5 | 3          | 0      |        |        |
|  | Resende       |              |              |   | 3          | 0      |        |        |
|  | Gonçalense    | 2            | 0            |   |            |        |        |        |

|                   |            |       |         |                                                           |
| 22 november 16:00 | Portuguesa | 0 – 0 | Resende | Estádio Luso Brasileiro, Rio de Janeiro Toeschouwers: 314 |
| 22 november 16:00 |            |       |         | Estádio Luso Brasileiro, Rio de Janeiro Toeschouwers: 314 |

|                   |                                                                  |       |                            |                                 |
| 28 november 15:30 | Resende                                                          | 5 – 2 | Portuguesa                 | Estádio do Trabalhador, Resende |
| 28 november 15:30 | Douglas Caé 13' 80' Robinho 29' Marcel 60' Willian Carioca 90+3' |       | 74' Belarmino 82' Pessanha | Estádio do Trabalhador, Resende |

## Kampioen
| Copa Rio de 2016            |
| Resende                     |
| --------------------------- |
| RESENDE Kampioen (2° titel) |